# Daniel Sanlaville
Daniel Sanlaville est un footballeur français, né le 1er septembre 1947 à Pont-de-Vaux en France. Il évoluait au poste de défenseur central.

## Biographie
Daniel Sanlaville évolue principalement en faveur du FC Grenoble et du Nîmes Olympique.
Avec l'équipe de Nîmes, il se classe à deux reprises au pied du podium de la Division 1, en 1971 puis en 1975.
Il atteint par ailleurs avec Nîmes les demi-finales de la Coupe de France en 1973, en étant battu par le FC Nantes.
Il dispute un total de 218 matchs en Division 1, inscrivant 43 buts dont 17 en première division, et 191 matchs en Division 2, marquant 23 buts.
Il inscrit deux doublés en Division 1 avec Nîmes : le premier, le 8 novembre 1975, lors de la réception de l'OGC Nice, où il est l'auteur de deux pénaltys (victoire 2-1). Le second, le 12 mars 1976, lors de la réception du FC Metz, où il marque à nouveau un penalty (victoire 3-2).
Avec l'équipe de l'AS Saint-Étienne, il dispute une rencontre en Coupe d'Europe : il s'agit d'un match du 1er tour de la Coupe de l'UEFA, joué face au 1. FC Köln, le 28 septembre 1971 (défaite 2-1).